# لیپووا (ناحیه زلین)
لیپووا (به چکی: Lipová) یک منطقهٔ مسکونی در جمهوری چک است که در ناحیه زلین واقع شده‌است. لیپووا ۱۱٫۴۷ کیلومتر مربع مساحت و ۳۰۹ نفر جمعیت دارد و ۴۲۷ متر بالاتر از سطح دریا واقع شده‌است.